# Comunidad de comunas de Thèze
La Comunidad de comunas de Thèze (Communauté de communes de Thèze en francés), era una estructura intercomunal francesa situada en el departamento francés de Pirineos Atlánticos de la región de Aquitania.

## Historia
Fue creada el 1 de enero de 1997 con la unión de dieciocho de las diecinueve comunas del antiguo cantón de Thèze, y que actualmente forman parte del nuevo cantón de Tierras del Luys y Laderas de Vic-Bilh.
El 1 de enero de 2014 la comunidad fue suprimida al unirse a la comunidad de comunas de Comunidad de comunas del Luy de Bearne (Communauté de comunes du Luy de Béarn, en francés) para formar la nueva comunidad de comunas de los Luys en Bearne. (Communauté de comunes des Luys en Béarn, en francés)

## Nombre
Debe su nombre a que las comunas que lo conformaban estaban en el área de influencia de la comuna de su nombre, sede de la misma.

## Composición
La Comunidad de comunas reagrupaba 18 comunas:
| Comuna           | Código INSEE | Cantón                                 | Población (2012) | Superficie (km²) | Densidad (hab./km²) |
| ---------------- | ------------ | -------------------------------------- | ---------------- | ---------------- | ------------------- |
| Argelos          | 64043        | Tierras del Luys y Laderas de Vic-Bilh | 250              | 6.01             | 42                  |
| Astis            | 64070        | Tierras del Luys y Laderas de Vic-Bilh | 312              | 3.16             | 99                  |
| Aubin            | 64073        | Tierras del Luys y Laderas de Vic-Bilh | 254              | 5.84             | 43                  |
| Auga             | 64077        | Tierras del Luys y Laderas de Vic-Bilh | 141              | 4.03             | 35                  |
| Auriac           | 64078        | Tierras del Luys y Laderas de Vic-Bilh | 244              | 5.23             | 47                  |
| Bournos          | 64146        | Tierras del Luys y Laderas de Vic-Bilh | 341              | 5.74             | 59                  |
| Carrère          | 64167        | Tierras del Luys y Laderas de Vic-Bilh | 215              | 6.61             | 33                  |
| Claracq          | 64190        | Tierras del Luys y Laderas de Vic-Bilh | 230              | 9.87             | 23                  |
| Doumy            | 64203        | Tierras del Luys y Laderas de Vic-Bilh | 294              | 6.39             | 46                  |
| Garlède-Mondebat | 64232        | Tierras del Luys y Laderas de Vic-Bilh | 212              | 8.65             | 25                  |
| Lalonquette      | 64308        | Tierras del Luys y Laderas de Vic-Bilh | 278              | 5.32             | 52                  |
| Lasclaveries     | 64321        | Tierras del Luys y Laderas de Vic-Bilh | 257              | 6.13             | 42                  |
| Lème             | 64332        | Tierras del Luys y Laderas de Vic-Bilh | 172              | 6.72             | 26                  |
| Miossens-Lanusse | 64385        | Tierras del Luys y Laderas de Vic-Bilh | 255              | 9.16             | 28                  |
| Pouliacq         | 64456        | Tierras del Luys y Laderas de Vic-Bilh | 49               | 3.41             | 14                  |
| Sévignacq        | 64523        | Tierras del Luys y Laderas de Vic-Bilh | 715              | 17.43            | 41                  |
| Thèze            | 64536        | Tierras del Luys y Laderas de Vic-Bilh | 827              | 7.93             | 104                 |
| Viven            | 64560        | Tierras del Luys y Laderas de Vic-Bilh | 177              | 3.63             | 49                  |

## Competencias generales
La comunidad era un organismo público de cooperación intercomunal.
Sus recursos provenían del impuesto sobre los rendimientos del trabajo único, del sistema de contribuciones que se aplicaba a los residuos y asignaciones y subvenciones de diversos socios.
Sus competencias en general se centraban en el desarrollo económico, medio ambiental, de empleo y los servicios comunitarios a los habitantes:
- Ordenación del Territorio
  - Plan de Coherencia Territorial (SCOT, en francés).
  - Plan Sectorial.
- Desarrollo y organización económica
  - Acción de desarrollo económico de las actividades industriales, comerciales o de empleo, (apoyo de las actividades agrícolas y forestales...).
  - Creación, organización, mantenimiento y gestión de zonas de actividades industriales, comerciales, terciario, artesanal o turístico.
- Desarrollo y organización social y cultural
  - Actividades culturales y socioculturales.
  - Actividades deportivas.
  - Construcción y/u organización, mantenimiento, gestión de equipamientos o establecimientos culturales, socioculturales, socioeducativos, deportivos…, etc.
  - Transporte escolar.
- Medio ambiente
  - Saneamiento no colectivo.
  - Recogida y tratamiento de los residuos urbanos y asimilados.
  - Protección y valorización del Medio Ambiente.
- Vivienda y hábitat
  - Programa local del hábitat.
- Servicio de vías públicas
  - Creación, organización y mantenimiento del servicio de vías públicas.
- Otros
  - Adquisición comunal de material.
  - Informática, Talleres vecinales.